# Keuzemeersen

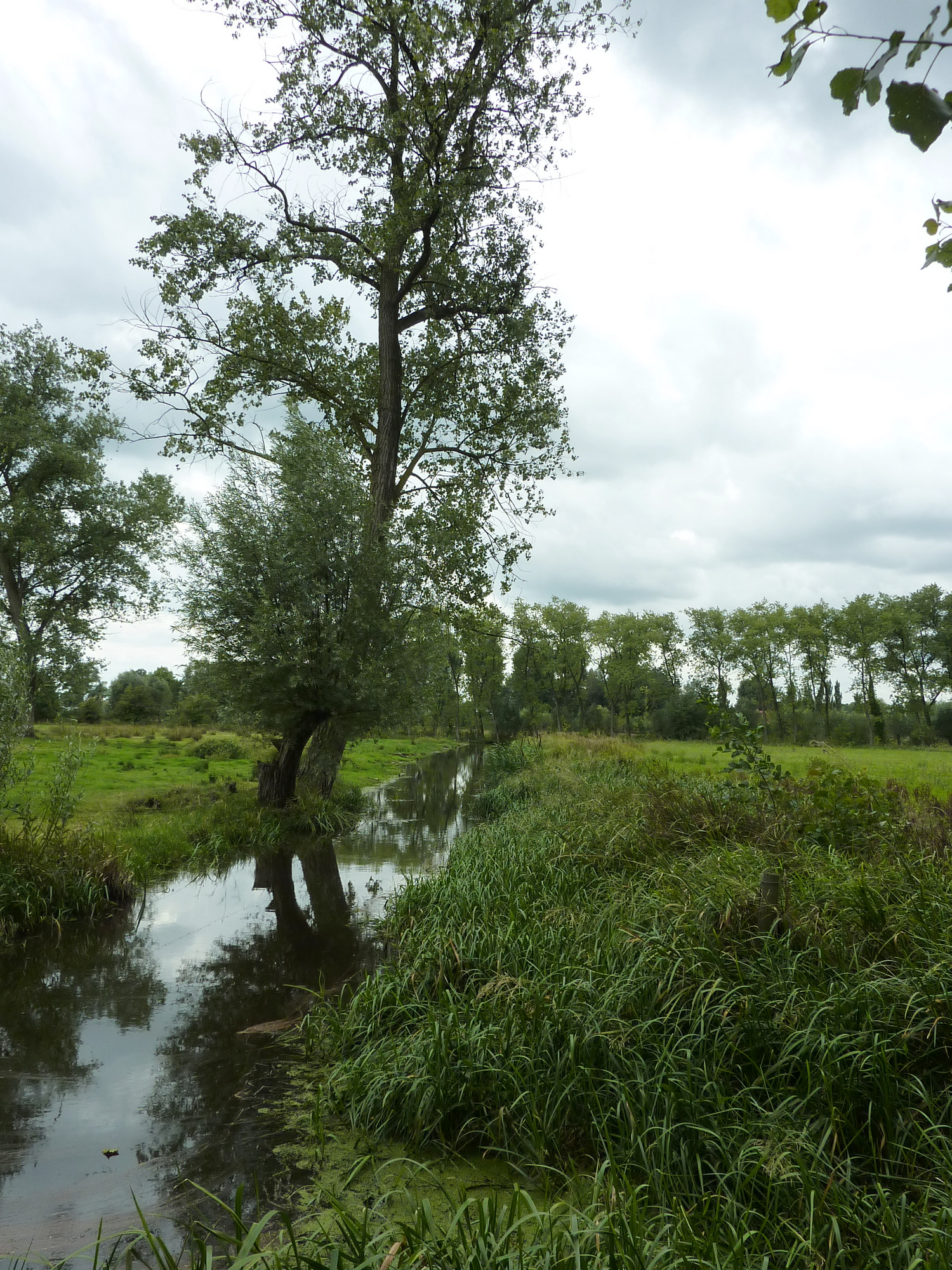
Keuzemeersen

De Keuzemeersen zijn een natuurgebied en natuurreservaat aan de linkeroever van de Leie in Drongen en in Baarle-Drongen, onderdeel van de gemeente Gent, dat deel uitmaakt van het natuurpark Levende Leie. Een verschil met de andere meersen rond Gent is de aanwezigheid van heel wat houtkanten en knotwilgenrijen. Het gebied bestaat uit de Noordelijke en de Zuidelijke Keuzemeersen, doorsneden door de E40. Sinds januari 2019 is de fusie van het natuurreservaat Keuzemeersen met het meer noordoostelijk gelegen natuurreservaat Assels erkend.

## Geschiedenis
Historisch gezien zijn de Keuzemeersen afzettingsgebied van de oude Leie die in een eerdere vlakke vallei meanderde. De Keuzemeersen liggen dan ook in een bocht van de Leie alsook verder stroomafwaarts op de linkeroever van de Leie, waar het typische meersenlandschap bewaard is gebleven: kleine weilandpercelen met knotwilgen, een oeverwal en een fijnmazig netwerk van slootjes met bijhorende fauna en flora. Een regelbare stuw regelt het waterpeil van de centrale meersen.
De Keuzemeersen zijn gelegen bij een plaats die historisch als Keuze omschreven wordt.
Deze meersen maken deel uit van een geheel van aangesloten gebieden die het woord "meers" als benaming bevatten, waaronder de Latemse Meersen, de Beelaertmeersen, de Blaarmeersen en de Bourgoyen-Ossemeersen.

## Fauna en flora
Er zijn wezels en hermelijnen te vinden. Wandelaars kunnen in de meersen vaak reeën zien voorbij huppelen. Er broeden toren- en boomvalken. In het centrale, nattere gedeelte broeden rietgorzen, kieviten, slobeenden en gele kwikstaarten. Ook zomertaling, grutto, paapje, dodaars, krakeend en waterral komen er verspreid broeden. Kleinere soorten zoals blauwborst, sprinkhaanzanger en kleine karekiet doen het er zeer goed. De knotwilgen zijn nestplaatsen voor steenuilen. Net zoals tal van andere plaatsen in de Gentse Leievallei zijn de Keuzemeersen van belang voor allerlei overwinterende en broedende water- en moerasvogels, met daartussen watersnip en bokje.
Typische flora is onder meer schildereprijs, waterviolier, muizenstaart, waterbies, zomprus en pijptorkruid. De flora is daarmee erg gelijkaardig aan die van de Bourgoyen-Ossemeersen.
In de Zuidelijke Keuzemeersen doet er zich duidelijk en in grote delen kwel voor. Ook meer noordelijk op de rechteroever van de Leie (in de Beelaertmeersen) doet er zich kwel voor.
Door de Zuidelijke Keuzemeersen loopt een aangeduid wandelpad. Dit loopt deels door de meersen en deels op de oeverwal. Dit pad sluit aan op het jaagpad langs de Leie dat ook langs de Noordelijke Keuzemeersen loopt. Aangezien delen van het pad door de kwel in natte periodes vaak onderlopen zijn laarzen dan aangewezen. De oeverwal zelf loopt uiteraard zelden of nooit onder.
De Noordelijke Keuzemeersen zijn zeer vochtige, oude meersen die vaak overstromen en biologisch bijzonder waardevol zijn. Voor tal van eerdere zeldzame weidevogels, zoals de watersnip, is het in deze natte graslanden aangenaam vertoeven, grazen en beschutting zoeken. Door de Noordelijke Keuzemeersen loopt (doch niet goed zichtbaar vanaf de openbare weg of het jaagpad) een slotenstelsel met een brede centrale sloot en tal van zijarmen ter afwatering van de graslanden. Langs de Noordelijke Keuzemeersen loopt op de oeverwal het bij wandelaars en fietsers populaire jaagpad van de Leie. Dit jaagpad stroomafwaarts volgend komt men van de Noordelijke Keuzemeersen terecht in de Lage Lake (delen erkend als natuurgebied), ook gelegen aan de oevers van de Leie.
Sinds 1993 heeft Natuurpunt Gent een aantal percelen van de Keuzemeersen in eigendom. Natuurpunt Gent heeft een aantal andere percelen in beheer.
Net zoals andere gebieden in de Noordelijke Leievallei, zoals de Bourgoyen, voldoen de Keuzemeersen aan de voorwaarden voor rAMsAr-gebied alsook de Europese Vogelrichtlijn.

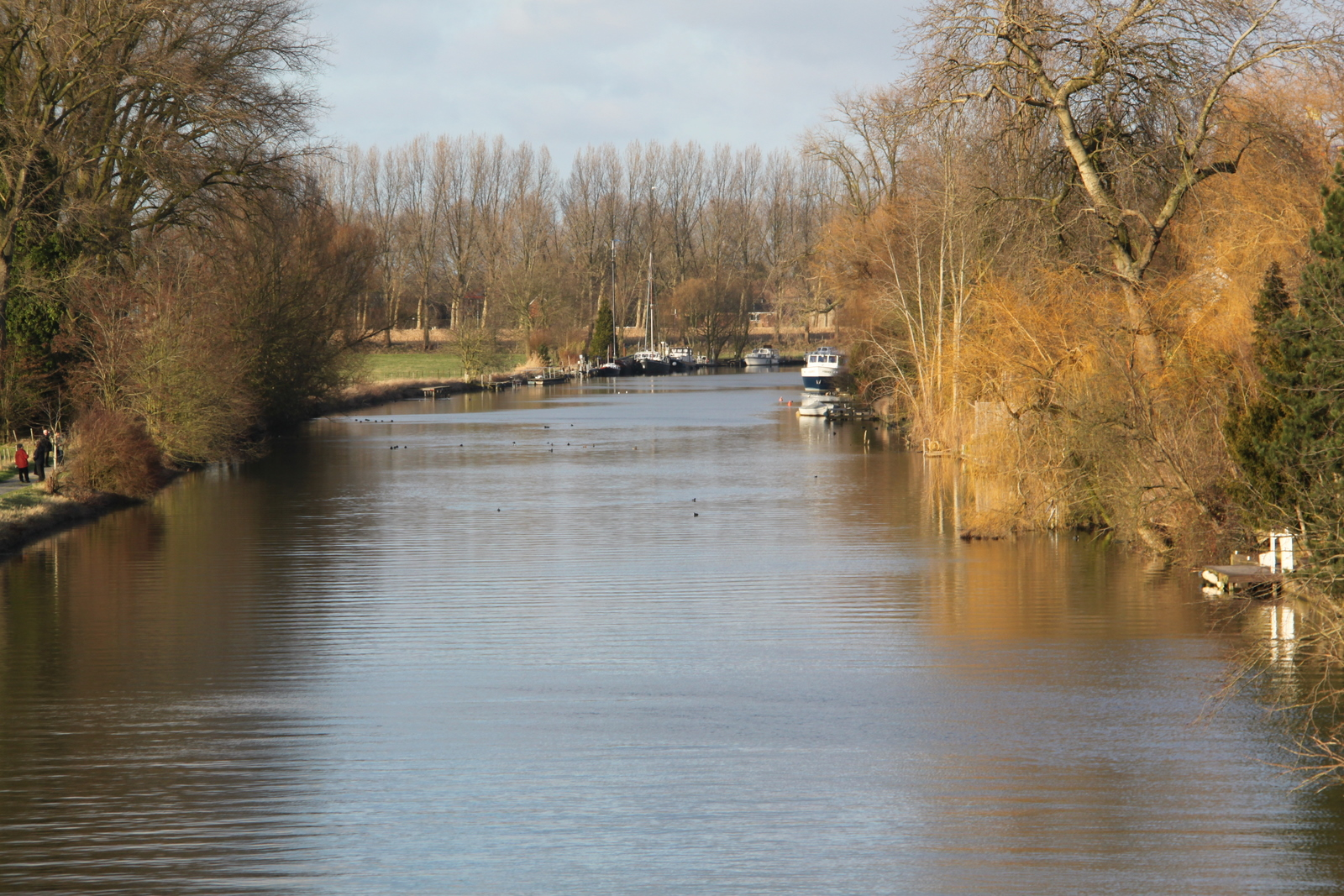
Leie te Afsnee met op linkeroever de Noordelijke Keuzemeersen en het jaagpad op de oeverwal

In 2024 werden er modderkruipers uitgezet. 

## Natuurpark Levende Leie
Al vele jaren worden er inspanningen gedaan om van de Noordelijke Leievallei één geïntegreerd natuurgebied te maken, het natuurpark Levende Leie. De Zuidelijke Keuzemeersen zijn een erkend natuurreservaat. De Zuidelijke Keuzemeersen vormen deels GEN-gebied en deels GENO-gebied "De Vallei van de Benedenleie". De Noordelijke Keuzemeersen vormen hierbij een onontbeerlijke en biologisch waardevolle schakel tussen enerzijds de Zuidelijke Keuzemeersen (erkend natuurreservaat) en de Latemse Meersen en anderzijds de meer noordelijk gelegen Lage Lake (delen erkend als natuurgebied) en de Assels (ook erkend natuurgebied).
In januari 2019 werd deze schakel ook bestuurlijk erkend. Vlaams minister voor Natuur Joke Schauvliege keurde de fusie tussen de twee erkende reservaten Zuidelijke Keuzemeersen en Assels goed, met daarenboven nog een beschermde uitbreiding van 28,5 hectare. De Noordelijke Keuzemeersen liggen tussen twee gebieden in.
Verder naar het noordoosten (doch onderbroken door bewoning en de Ringvaart en de R4) liggen de Bourgoyen. Verder naar het noordwesten ligt de vallei van de Oude Kale.

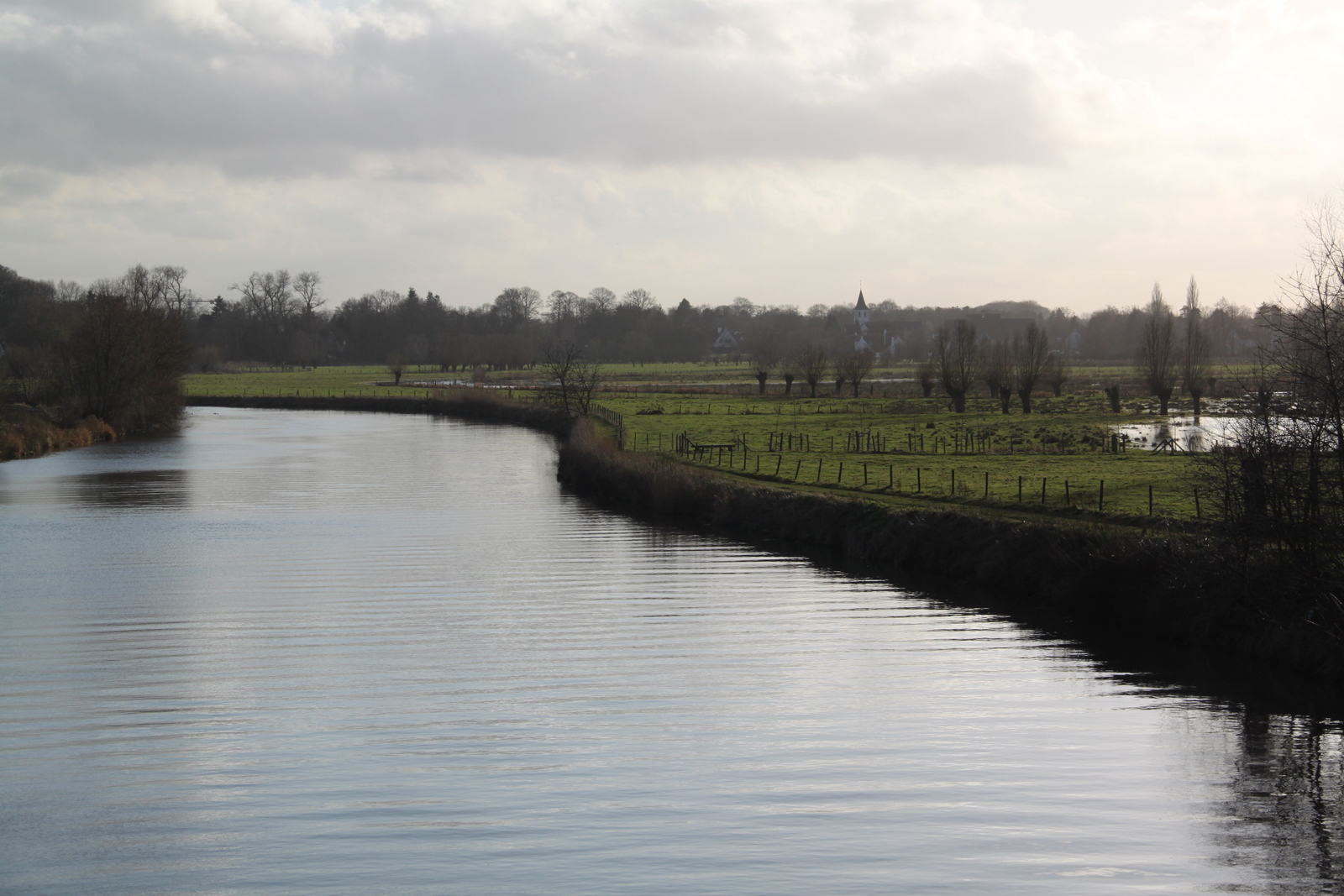
Zuidelijke Keuzemeersen met Leie